# Castellterçol
Castellterçol (Castelltersol in spagnolo) è un comune spagnolo di 2 400 abitanti situato nella comunità autonoma della Catalogna.

## Amministrazione

### Gemellaggi
- Faedis, dal 1991